# Anhalt-Dornburg
El Principado de Anhalt-Dornburg estuvo localizado en lo que hoy es Alemania. Fue creado en 1667 después de la muerte del príncipe Juan VI y la partición de Anhalt-Zerbst, siendo creados conjuntamente los nuevos principados de Anhalt-Mühlingen y Anhalt-Dornburg para los hijos menores del príncipe Juan VI. La existencia del principado se prolongó hasta 1742 cuando los príncipes Cristián Augusto y Juan Luis II heredaron Anhalt-Zerbst.

## Príncipes de Anhalt-Dornburg 1667-1742
- Juan Luis I 1667-1704
- Juan Luis II 1704-1742, junto con…
  - Juan Augusto 1704-1709 (corregente)
  - Cristián Luis 1704-1710 (corregente)
  - Juan Federico 1704-1742 (corregente)
  - Cristián Augusto 1704-1742 (corregente)

Unificado con Anhalt-Zerbst en 1742.